# Усулутан (вулкан)
Усулута́н (ісп. Volcán de Usulután) — стратовулкан, розташований у східній частині Сальвадору. Вулкан височіє над тихоокеанською прибережною рівниною між вулканами Сан-Вісенте та Сан-Мігель, прямо на схід від вулкана Табурете. Згідно з даними Глобальної програми вулканізму, його висота становить 1449 м. Кратери відсутні. 